# Földszagú pókhálósgomba
A földszagú pókhálósgomba (Cortinarius variicolor) a pókhálósgombafélék családjába tartozó, Európa és Észak-Amerika lomberdeiben és fenyveseiben honos, ehető gombafaj.

## Megjelenése
A földszagú pókhálósgomba kalapja 5-12 cm széles, fiatalon félgömb alakú, majd domborúan, széles domborúan kiterül. Széle sokáig begöngyölt marad. Felszíne nedvesen nyálkás; szélén szálas, közepén pikkelyes. Színe fiatalon kékeslilás vagy hamarosan a közepétől kezdve vörösbarnássá színeződik. A kalapbőr lehúzható.
Húsa igen kemény, színe fehér vagy halványlilás, öregen barnás. Szaga fiatalon kellemes, édes-gyümölcsös, később erős, földszerű; íze nem jellegzetes. Kálium-hidroxiddal a kalapbőr barnásvörös, a hús sárgás (jellegzetes sárgás halóval) színreakciót ad.
Sűrű lemezei tönkhöz nőttek. Színük fiatalon lilás, éretten rozsdabarna. A fiatal lemezeket védő pókhálószerű kortina halvány kékeslilás. 
Tönkje 5-10 cm magas és 1,5-2,5 cm vastag. Alakja bunkós, tövénél 3,5 cm széles. Színe kékeslilás, idővel a tövétől kezdve megbarnul. Felszíne száraz.
Spórapora rozsdabarna. Spórája elliptikus vagy mandula alakú, közepesen vagy durván rücskös, mérete 9,5-12 x 5,5-6,5 μm.

### Hasonló fajok
A ligeti pókhálósgomba, a lilásburkú pókhálósgomba, a zsemlebarna pókhálósgomba, az övestönkű pókhálósgomba, az ibolyástönkű pókhálósgomba hasonlíthat hozzá.

## Elterjedése és termőhelye
Európában és Észak-Amerikában honos. 
Lomberdőkben és fenyvesekben található meg, többek között tölgy, bükk, hárs, luc, jegenyefenyő alatt, inkább meszes talajon. Júniustól szeptemberig terem.
Ehető, de nem túl ízletes gomba és ehetetlen rokonaival könnyen összetéveszthető.  

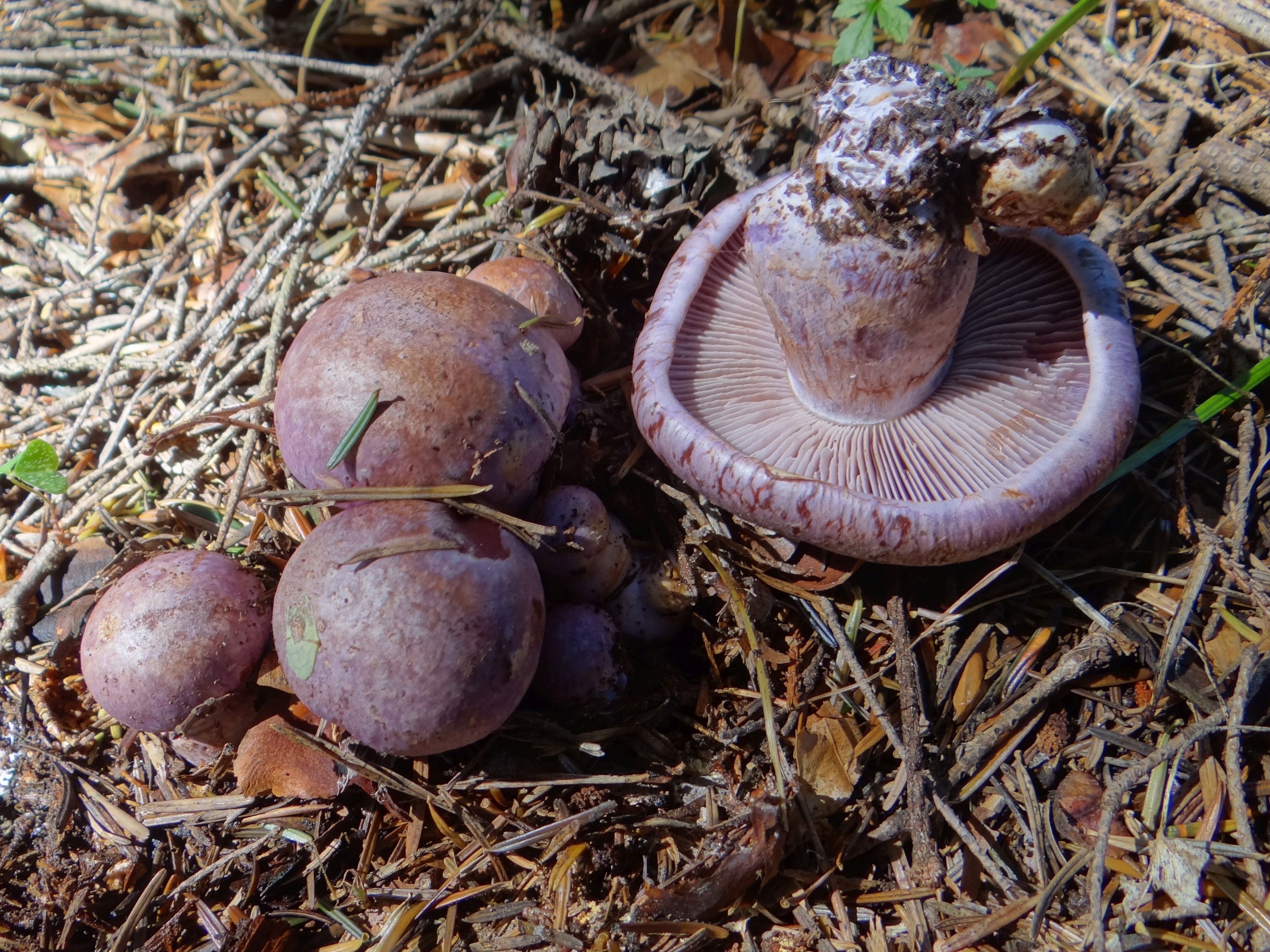
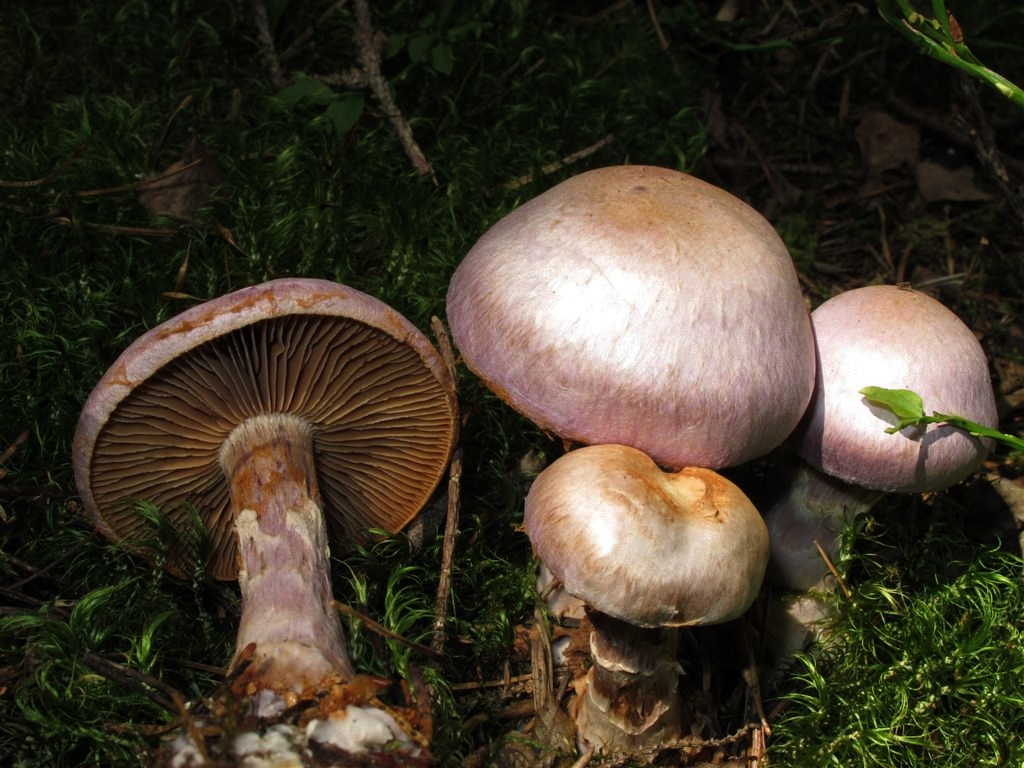
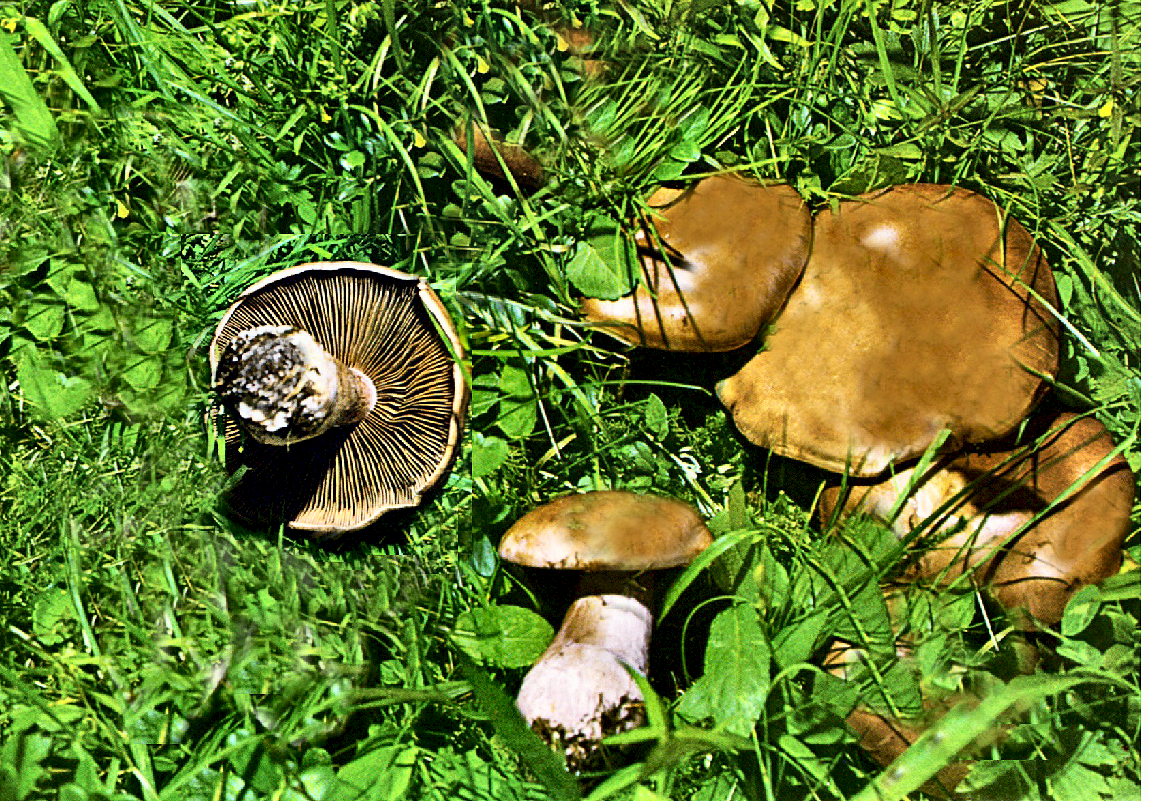
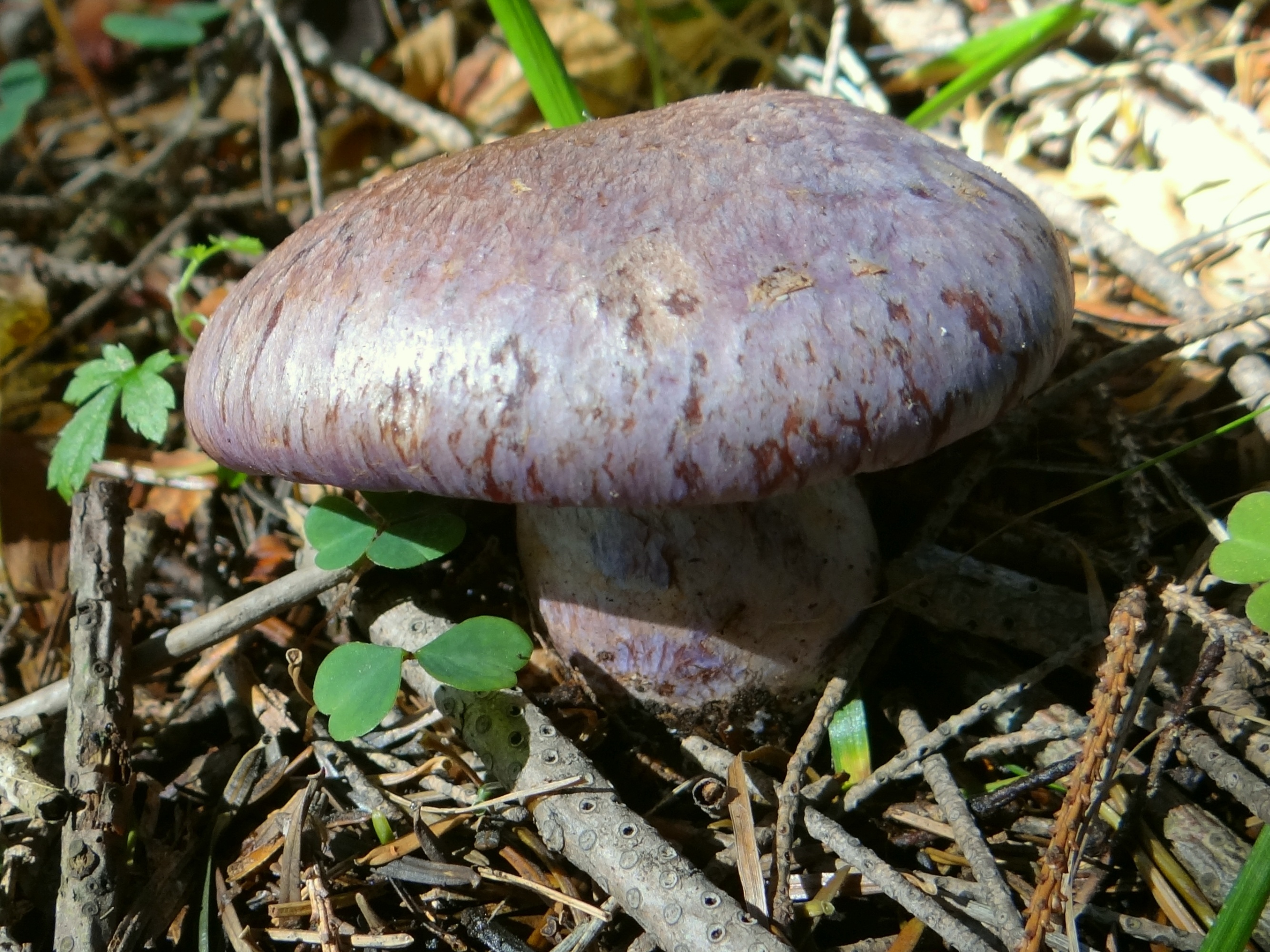
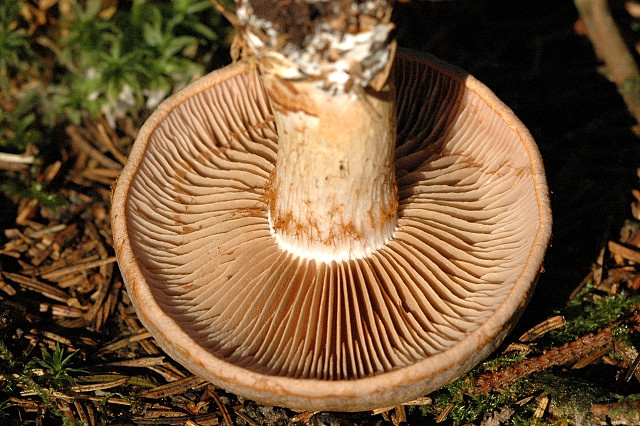